# Кочубинський Станіслав Олександрович
Станісла́в Олекса́ндрович Кочуби́нський (* 23 лютого 1954, Київ) —
заслужений тренер України, з вересня 2012 року голова Комітету дитячо-юнацького футболу Федерації футболу України. У минулому — радянський футболіст, півзахисник/захисник.

## Клубна кар'єра
Вихованець футбольної школи Динамо (Київ), перший тренер — Анатолій Молотай. У 17-річному віці дебютував в основному складі команди «Динамо» (Київ). Амплуа: півзахисник/захисник, майстер спорту СРСР. Крім «Динамо» (Київ) грав також за ФК «Кайрат» (Алма-Ата), «Авангард» (Рівне), Карпати (Львів). Грав за юнацьку збірну СРСР. З 1986 року — директор ДЮСШ № 15, заступник голови Федерації футболу м. Києва. З вересня 2012 року — голова Комітету дитячо-юнацького футболу Федерації футболу України. З вересня 2013 року — спортивний директор — директор департаменту футболу ФК Карпати (Львів).

## Досягнення
- Чемпіон СРСР у складі київського «Динамо». 1974.1975.
- Володар Кубку СРСР у складі київського «Динамо».1974
- Володар Кубку володарів кубків європейських країн у складі київського «Динамо».1975.
- Учасник Кубку чемпіонів європейських країн. 1975/76(1/4), 1976/77(1/2).
- Капітан «Динамо» (Київ): 1976 рік.
- Призер чемпіонату СРСР 1 ліга: 1984.

## Тренерська кар'єра
По завершенні кар'єри гравця, присвятив себе роботі з підростаючим поколінням, виховання його фізично здоровим, всебічно розвинутим. Закінчив Київський державний інститут фізичної культури. З 1986 по 2012 рік незмінно очолював Дитячо-юнацьку спортивну школу № 15.
З 2002 року — заступник Голови Федерації футболу м. Києва. У 2003 році за вагомий внесок у розвиток фізичної культури і спорту в місті Києві був нагороджений відзнакою Держкомспорту України «Почесний працівник фізичної культури та спорту».
Крім цього, за свою працю неодноразово нагороджувався Почесними грамотами, Подяками та цінними подарунками Головного управління по фізичній культурі та спорту КМДА та Федерації футболу м. Києва.
У 2009 році отримав звання Заслужений тренер України.